# Asociación privada de fieles
Una asociación privada de fieles es una asociación de fieles de la Iglesia católica constituida por iniciativa de los propios fieles para fines congruentes con la misión de la Iglesia. A diferencia de las asociaciones públicas de fieles, no representan oficialmente a la Iglesia, por lo tanto tienen mayor autonomía frente a la institución eclesial, aunque deben respetar la doctrina y moral de la Iglesia. 
Algunos ejemplos son el Camino Neocatecumenal, Movimiento apostólico de  Schönstatt, Comunión y Liberación, Regnum Christi, Movimiento de los Focolares, Opus Dei, antes de erigirse como una prelatura personal, o Hakuna. En muchos casos, cuando estas asociaciones adquieren un gran reconocimiento y tamaño pasan a convertirse en movimientos eclesiales.

## Fines
Una asociación privada de fieles puede crearse para alcanzar todo tipo de fines congruentes con la misión de la Iglesia que no se encuentren reservados por su propia naturaleza a la autoridad eclesiástica. Entre los fines admisibles se incluyen el desarrollo de la vida espiritual de sus miembros y las actividades de apostolado, como iniciativas de evangelización, el ejercicio de obras de caridad o de piedad y la animación con espíritu cristiano del orden temporal; pero no transmitir la doctrina cristiana en nombre de la Iglesia o promover el culto público.

## Creación
Las asociaciones privadas de fieles se crean por el acuerdo de constitución de los mismos fieles. 
Los promotores de la asociación deben escoger para esta un nombre adecuado y elaborar unos estatutos en los que se recojan:
1. El fin u objetivo social de la asociación.
2. La sede de la asociación.
3. Las condiciones requeridas para formar parte de ellas.
4. Las normas para el gobierno de la asociación.

Los estatutos de las asociaciones privadas de fieles deben presentarse a la autoridad eclesiástica competente para su revisión.

## Autoridad eclesiástica competente
La autoridad eclesiástica competente sobre una asociación privada fieles queda determinada por el ámbito de actividad de esta, y de acuerdo con los cánones 312 §1 y 322 del vigente Código de Derecho Canónico será:
- La Santa Sede, para las asociaciones universales e internacionales; dentro de esta las competencias corresponden habitualmente al Pontificio Consejo para los Laicos.[2]
- La conferencia episcopal, dentro de su territorio, para las asociaciones que por la misma erección miran a ejercer su actividad en toda la nación (asociaciones nacionales).
- El obispo diocesano, dentro de su territorio, para las asociaciones diocesanas, salvo aquellas en las que por privilegio papal el derecho de erección esté reservado a otras personas.

A la autoridad eclesiástica le corresponde ejercer sobre las asociaciones privadas de fieles bajo su responsabilidad las siguientes funciones:
1. Revisar los estatutos de la asociación, con lo cual queda admitida en la Iglesia.[3]
2. Otorgar a la asociación personalidad jurídica privada por decreto formal.[4]
3. Vigilar que en las asociaciones se conserve la integridad de la fe y las costumbres, y evitar que se produzcan abusos en la disciplina eclesiástica.[5]
4. Vigilar que los bienes de la asociación se empleen para los fines de la misma.[6]
5. Suprimir la asociación si su actividad es en daño grave de la doctrina o de la disciplina eclesiástica o causa escándalo a los fieles.[7]